# Queensrÿche (альбом)
| Оценки критиков               | Оценки критиков |
| Источник                      | Оценка          |
| ----------------------------- | --------------- |
| AllMusic                      | [ 3 ]           |
| Billboard                     | 80/100          |
| Brave Words & Bloody Knuckles | [ 5 ]           |
| Jukebox:Metal                 | [ 6 ]           |
| Sputnikmusic                  | [ 7 ]           |

Queensrÿche — одноимённый четырнадцатый студийный альбом группы Queensrÿche, а также первый альбом при участии нового вокалиста Тодда Ла Торре. Альбом был выпущен в то время, когда существовало две версии Queensrÿche — текущий состав с фронтменом Ла Торре, и группа Тейта; однако в 2014 году Тейт потерял права на использование бренда.
Альбом был выпущен лейблом Century Media в цифровом формате и на CD (стандартное и делюкс-издание) и на виниле 24 июня 2013 года в Европе; 25 июня того же года в Соединённых Штатах и Канаде, а 21 августа в Японии через лейбл Avalon Records. Продюсером альбома стал Джеймс Бартон, ранее работавший с группой над альбомами Operation: Mindcrime, Empire и Promised Land.

## Список композиций
| №                   | Название                                         | Автор(ы)                                     | Длительность |
| ------------------- | ------------------------------------------------ | -------------------------------------------- | ------------ |
| 1.                  | «X2» (инструментальная композиция)               | Скотт Рокенфилд                              | 1:09         |
| 2.                  | «Where Dreams Go to Die»                         | Паркер Лундгрен, Тодд Ла Торре, Майкл Уилтон | 4:25         |
| 3.                  | «Spore»                                          | Рокенфилд, Ла Торре, Эдди Джексон            | 3:25         |
| 4.                  | «In This Light»                                  | Рокенфилд, Джексон                           | 3:23         |
| 5.                  | «Redemption»                                     | Уилтон, Ла Торре, Рокенфилд                  | 4:16         |
| 6.                  | «Vindication»                                    | Уилтон, Ла Торре, Рокенфилд                  | 3:26         |
| 7.                  | «Midnight Lullaby» (инструментальная композиция) | Рокенфилд, Ла Торре                          | 0:55         |
| 8.                  | «A World Without»                                | Рокенфилд, Ла Торре, Уилтон                  | 4:10         |
| 9.                  | «Don't Look Back»                                | Уилтон, Ла Торре                             | 3:13         |
| 10.                 | «Fallout»                                        | Рокенфилд, Джексон                           | 2:46         |
| 11.                 | «Open Road»                                      | Рокенфилд, Ла Торре, Уилтон                  | 3:55         |
| Общая длительность: | Общая длительность:                              | Общая длительность:                          | 35:03        |

Бонус-треки входят в северо-американское издание «Deluxe Box Set Edition», европейское «Media Book» (бонус-треки включены в отдельный диск), японское издание, iTunes и винил. Все бонус-треки были записаны вживую на «Snoqualmie Casino» в Вашингтоне 27 октября 2012 года.
| №   | Название                                                                          | Автор(ы)            | Длительность |
| --- | --------------------------------------------------------------------------------- | ------------------- | ------------ |
| 12. | «Queen of the Reich» (присутствует на всех изданиях с бонус-треками)              | Крис ДеГармо        | 4:34         |
| 13. | «En Force» (присутствует на всех изданиях с бонус-треками)                        | ДеГармо             | 4:21         |
| 14. | «Prophecy» (присутствует на всех изданиях с бонус-треками, кроме iTunes и винила) | ДеГармо             | 4:09         |
| 15. | «Eyes of a Stranger» (присутствует только на японском издании)                    | ДеГармо, Джефф Тейт |              |

## Участники записи
Queensrÿche
- Тодд Ла Торре — вокал
- Майкл Уилтон — соло и ритм-гитара
- Паркер Лундгрен — соло и ритм-гитара
- Эдди Джексон — бас-гитара, бэк-вокал
- Скотт Рокенфилд — ударные, перкуссия, оркестровки

Другие музыканты
- Памела Мур — вокал (трек 8)
- Эндрю Райхер — скрипка, дополнительные оркестровки

## Позиции в чартах
| Чарт (2013)      | Позиция |
| ---------------- | ------- |
| Венгрия (MAHASZ) | 39      |